# حروب الممالك الثلاث
حروب الممالك الثلاث (بالإنجليزية: Wars of the Three Kingdoms)‏ تُعرف أيضاً باسم الحروب الأهلية البريطانية هي سلسلة متشابكة من الحروب التي وقعت في ممالك إنجلترا واسكتلندا وأيرلندا بين أعوام (1639–1651). كانت الحرب الأهلية الإنجليزية أشهر هذه الحروب وأهمها، إذ نتج عنها إلغاء النظام الملكي وإعدام الملك تشارلز الأول على يد قوات البرلمان الإنجليزي في عام 1649.
يمتد تاريخ هذه الحروب ليشمل الانتفاضات والنزاعات المسلحة التي استمرت منذ خمسينيات القرن السادس عشر حتى استرداد الملكية في عام 1660، وأحياناً تشمل انتفاضة توماس فينر في العام التالي. حدثت هذه الحروب نتيجة لتوترات واسعة النطاق وخلافات حول قضايا دينية ومدنية عديدة. تركزت الخلافات الدينية حول ما إذا كان الملك هو الذي يختار دين الدولة والشعب أو ستُترك للناس حرية اختيار دينهم، أما أهم الخلافات المدنية فتركزت حول مدى تقييد الحكم الملكي من قبل البرلمان، خاصة الحق بفرض الضرائب وإعلان الحرب دون موافقة البرلمان.
كانت لهذه الحروب دوافع قومية أيضاً، إذ تمردت أيرلندا واسكتلندا ضد السيطرة الإنجليزية على الممالك الثلاث. ساهم الانتصار الكبير للبرلمان الإنجليزي تحت قيادة أوليفر كرومويل في التغلب على الملك والإيرلنديين والاسكتلنديين معاً، ومهد لتأسيس مستقبل بريطانيا العظمى وأيرلندا كملكية دستورية مع سلطة سياسية تتركز في يد البرلمان.
شملت حروب الممالك الثلاث: حروب الأساقفة في عامي 1639 و1640، والتمرد الأيرلندي عام 1641، وحروب الكونفدرالية الأيرلندية (1642-1649)، والحرب الأهلية الاسكتلندية (1644-1645)، وفتح كرومويل لأيرلندا عام 1649 (المعروفة جميعًا بحرب الإحدى عشر عام)، والحرب الأهلية الإنجليزية الأولى (1642-1646) والثانية (1648-1649) والثالثة (1650-1651).

## خلفية

### نظرة عامة
صمم ملوك إنجلترا بعد عام 1541 على ضم أراضي أيرلندا إلى مملكة بريطانيا، ومارسوا سلطتهم هناك بمساعدة برلمان إيرلندي مستقل، بينما دمج هنري الثامن ويلز بشكل كامل في المملكة الإنجليزية، أما اسكتلندا المملكة الثالثة فكانت تحكمها عائلة ستيوارت. جعل الملك هنري الثامن نفسه رئيساً للكنيسة البروتستانتية في إنجلترا بعد الإصلاح الديني، وحرَّم الكاثوليكية في إنجلترا وويلز. ارتبطت البروتستانتية ارتباطاً وثيقاً بالهوية القومية الإنجليزية في القرن السادس العشر، وأصبحت الكاثوليكية عدواً قومياً للبلاد خصوصاً أنها تجسدت في الخصمين التقليديين فرنسا وإسبانيا، ومع ذلك فقد بقيت الكاثوليكية دين معظم الناس في أيرلندا، وكانت بالنسبة للعديد من الأيرلنديين رمزاً للمقاومة المحلية ضد غزو تيودور لأيرلندا. أما في مملكة اسكتلندا فقد كانت الحركة البروتستانتية حركة شعبية بقيادة جون نوكس. أقرَّ البرلمان الإسكتلندي الكنيسة المشيخية الوطنية (أي كنيسة اسكتلندا) وأجبرت ملكة اسكتلندا الكاثوليكية ماري على التنازل عن العرش لابنها جيمس السادس. نشأ جيمس في ظل الوصاية المتنازع عليها بين الفصائل الكاثوليكية والبروتستانتية، وعندما تولى السلطة دعم النظام الأسقفي الإنجليزي، بحيث يُعين الأساقفة من قبل الملك. ورشَّح الأساقفة إلى كنيسة اسكتلندا في عام 1584، لكنه قُوبل بمعارضة شديدة، ورضي بأن تستمر الجمعية العامة لكنيسة اسكتلندا بإدارة الكنيسة.
اتحدت الممالك الثلاث عندما خلف الملك جيمس السادس ملك اسكتلندا إليزابيث الأولى ملكة إنجلترا في عام 1603، وأصبح ملكاً لإنجلترا وأيرلندا. وفي عام 1625 خلف تشارلز الأول والده، ولكنه اصطدم بثلاث عقبات رئيسية: تمويل الحكومة، وإصلاح الكنيسة، والحد من تدخل البرلمان الإنجليزي في حكمه، وهو الأمر الذي دفعه لإهمال مملكتيه: اسكتلندا وأيرلندا.

### اسكتلندا
بقي جيمس السادس بروتستانتياً، من أجل الحفاظ على آماله في العرش الإنجليزي، وهو ما حدث بالفعل في عام 1603 عندما لُقب بجيمس الأول وأصبح ملك إنجلترا وانتقل إلى لندن. ركز كل مهاراته الدبلوماسية والسياسية حينها للتعامل مع المحكمة والبرلمان الإنجليزيين، وإدارة اسكتلندا في نفس الوقت عن طريق إرسال التعليمات إلى مجلس المملكة الخاص في اسكتلندا، والسيطرة على البرلمان الإسكتلندي من خلال اللوردات. انتهك جيمس السلطة السيادية للجمعية العامة الاسكتلندية وأوقفها عن الاجتماع، ثم زاد عدد الأساقفة في كنيسة اسكتلندا، وفي عام 1618 عقد جمعية عامة وحاول فرض النظام الأسقفي، لكن هذه الجمعية قوبلت بمقاطعة واسعة.
خلفه ابنه تشارلز الأول بعد وفاته في عام 1625. توج تشارلز بكاتدرائية سانت جايلز في أدنبرة في عام 1633 (التتويج الإسكتلندي). كان تشارلز أقل مهارة وحنكة من والده، وأدت محاولاته لفرض الممارسات الأنجليكانية على كنيسة اسكتلندا إلى خلق معارضة قوية، ووصلت المواجهة في عام 1639 إلى حد التدخل العسكري من قبل تشارلز فيما يُعرف بحروب الأساقفة لكنه فشل في هذه الحروب فشلاً ذريعاً.

### إنجلترا
شارك تشارلز والده في الإيمان بحق الملوك الإلهي، وقد أضرَّ ذلك بعلاقته مع البرلمان الإنجليزي. ظلت الكنيسة الإنجليزية تحتفظ بقوتها وسيطرتها في إنجلترا، لكن الأقلية البروتستانتية القوية -التي يمثلها نحو ثلث البرلمان- بدأت في تأكيد نفسها، وكانت مفاهيمها الدينية مشتركة مع الكنيسة الاسكتلندية المشيخية.
تعمقت خلافات الملك والبرلمان الإنجليزي حول عدة قضايا أبرزها: الضرائب والنفقات العسكرية ودور البرلمان في الحكومة. رغم كل ذلك فقد تمتَّع الملك جيمس الأول بحنكة سياسية كافية لإقناع البرلمانيين بأفكاره، لكن ابنه تشارلز لم يتمتع بمثل هذه الخبرة السياسية، وفشل في حماية المملكة من الانزلاق للحرب الأهلية في مواجهة الأزمات التي واجهتها خلال الفترة (1639-1642). أخيراً رفض البرلمان طلب تشارلز لتمويل حملته الجديدة ضد اسكتلندا، ثم قدم أعضاء البرلمان قائمة طويلة من المظالم المدنية والدينية إلى تشارلز، وطالبوا بوضع الحلول لها قبل أن يوافقوا على أي تشريع جديد.

### أيرلندا
بدأت التوترات في التصاعد في أيرلندا أيضاً، خصوصاً بعد أن فرض توماس وينتوورث نائب الملك تشارلز الأول ضرائب جديدة على الكهنة الكاثوليك وحرمهم من امتيازاتهم السابقة، وأثار أيضاً حفيظة السكان الأصليين من خلال مصادرة أراضيهم بشكلٍ متكرر ونقل ملكيتها للمستعمرين الإنجليز. تفجر الوضع في عام 1639 عندما عرض وينتورث على الكهنة الكاثوليك الإيرلنديين بعض الإصلاحات مقابل قيامهم بجمع وتمويل جيش إيرلندي بقيادة ضباط بروتستانت لقمع التمرد الإسكتلندي. روَّعت فكرة قيام جيش كاثوليكي إيرلندي بفرض حكومة استبدادية البرلمانين الإسكتلندي والإنجليزي، والذين هددوا بغزو أيرلندا رداً على ذلك.